# Avenida Óscar R. Benavides
La avenida Óscar R. Benavides o avenida Colonial es una de las principales avenidas del área metropolitana de Lima, en el Perú. Se extiende de este a oeste, y conecta el distrito de Lima con los distritos chalacos de Bellavista y Callao. Su trazo es continuado al oeste por la avenida Sáenz Peña. Toma su nombre del expresidente peruano Óscar R. Benavides.
El 26 de mayo de 2019, se cerrarán cuatro cuadras de la avenida, en el Callao, por las obras de la estación Insurgentes de la Línea 2 del Metro de Lima y Callao. Por las mismas razones, el 8 de marzo de 2020, se cerró un tramo en el cruce de las avenidas Colonial y Juan Pablo II por la construcción de estación Juan Pablo II.
El 25 de enero del 2021, se iniciaron los desvío por los trabajos para la construcción del pozo de ventilación y emergencia entre la calle Agua Marina y la puerta principal del Cementerio Baquíjano.
En agosto de 2021, se informó que iniciaron los trabajos para la construcción de la estación Buenos Aires de la línea 2 del Metro de Lima, por lo que, se inició el levantamiento del cerco perimétrico el tramo entre la avenida Guardia Chalaca hasta el jirón Tarapacá.
En 25 de abril de 2022, se inicia plan de desvío en avenida Colonial entre las calles Hipólito Unanue y Enrique Meiggs por obras de la estación Óscar Benavides.
El 28 de enero de 2024, se restringió el tránsito vehicular entre la calle Gavilanes y la avenida San José por el inicio de las obras de la Estación Carmen de La Legua.

## Recorrido
Se encuentra emplazada sobre el antiguo camino prehispánico que unía Lima y Callao.
Comienza en la plaza Dos de Mayo, punto de confluencia de las avenidas Alfonso Ugarte y Nicolás de Piérola. En gran parte de sus primeras cuadras, la avenida concentra varias empresas relacionadas con la ferretería y también fábricas y complejos industriales.
Es por su acceso al centro histórico de Lima, una de las vías más transitadas por turistas que provienen del Aeropuerto Internacional Jorge Chávez, y además por la misma razón a veces es usada como vía alterna a las avenidas Tomás Valle, Morales Duárez, Alfredo Mendiola, Argentina y Venezuela.
Cuenta con una ciclovía emplazada en la margen derecha a lo largo de todo su recorrido.